# Michael Mathias Prechtl
Michael Mathias Prechtl (* 26. April 1926 in Amberg; † 19. März 2003 in Nürnberg) war ein deutscher Maler, Zeichner und Illustrator.
Michael Mathias Prechtl wurde vor allem durch seine Illustrationen literarischer Klassiker bekannt, etwa E. T. A. Hoffmann, Thomas Morus, Dante, Goethe und Benvenuto Cellini oder auch der Briefe Mozarts an sein Bäsle. Eine größere Öffentlichkeit erreichte er durch zahlreiche Titelillustrationen für die New York Times und den Spiegel, die er in den 1970er und 1980er Jahren gestaltete.

## Leben und Werk
Michael Mathias Prechtl war der Sohn des Bergmanns Mathias Prechtl und dessen Frau Margarete, geborene Donhauser. Als Junge verbrachte er seine Schulferien während der frühen 1930er Jahre auf dem Einödhof seines Großvaters. Ab 1937 besuchte er die Oberrealschule, das heutige Gregor-Mendel-Gymnasium in Amberg. Nachdem er ab 1943 als Luftwaffenhelfer in einer Flugabwehrbatterie in Nürnberg und zum Reichsarbeitsdienst in Polen eingesetzt war, kam er 1944 als Soldat zur Wehrmacht in Straubing und nach seiner Ausbildung am Jagdpanzer an die Ostfront im Memelgebiet. Bei der Kapitulation der Stadt Königsberg kam er als einer der wenigen überlebenden Verteidiger der Stadt im April 1945 in die Gefangenschaft der Roten Armee. Während der nächsten beinahe fünf Jahre als Kriegsgefangener arbeitete er im Sägewerk, im Bergwerk, in der Raffinerie und in einer landwirtschaftlichen Kolchose. Er erkrankte an Ruhr, Skorbut und Dystrophie. Die Zeit als Soldat unter dem Hitlerregime und Kriegsgefangener unter Stalin sollten sein weiteres Leben und Werk nachhaltig prägen.
Er selbst sagte später: „Die Hölle erzeugen die Menschen selbst, schlimmer als es Menschen gemacht haben, kann es kein Teufel machen.“ 1949 kehrte er heim nach Amberg.
Von Mai bis Oktober 1950 arbeitete Prechtl als Röhrengießer bei der Luitpoldhütte in Amberg. Im November begann er sein Studium an der Akademie der bildenden Künste Nürnberg. Die Nürnberger Kunstakademie war wegen Bombenschäden in das Barockschloss in Ellingen evakuiert worden, und neun Professoren unterrichteten in der dörflichen Idylle 50 Studenten. Zu seinem Lebensunterhalt erhielt Prechtl ein Heimkehrerstipendium in Höhe von 90 Mark. Mit dem Fahrrad besuchte er 1951 Venedig, Reims, Paris und Chartres. 1952 erhielt er den Ersten Preis in einem Wettbewerb für das Plakat zur Ausstellung Das internationale Plakat in Karlsruhe und beteiligte sich an der Kunstausstellung Eisen und Stahl in Düsseldorf. Im gleichen Jahr unternahm er eine Rundreise durch Spanien. 1954 konnten die Akademie und ihre Studenten nach Nürnberg zurückkehren. Sein weiteres Leben verbrachte Prechtl in Nürnberg. 1955 schuf er sein erstes Keramikwandbild und nahm an der Ausstellung Farbige Graphik der Kestnergesellschaft Hannover und zehn deutscher Museen teil. Das Jahr 1956 und die Heirat mit der Malerin Frydl Zuleeg markierten den Beginn seiner Arbeit als freischaffender Künstler. Weiteren Auszeichnungen als Maler folgten bald Einzelausstellungen und der erste Museumsankauf einer seiner Lithographien durch die Staatliche Graphische Sammlung München im Jahre 1958. Im Oktober desselben Jahres wurde seine Tochter Pamela geboren.

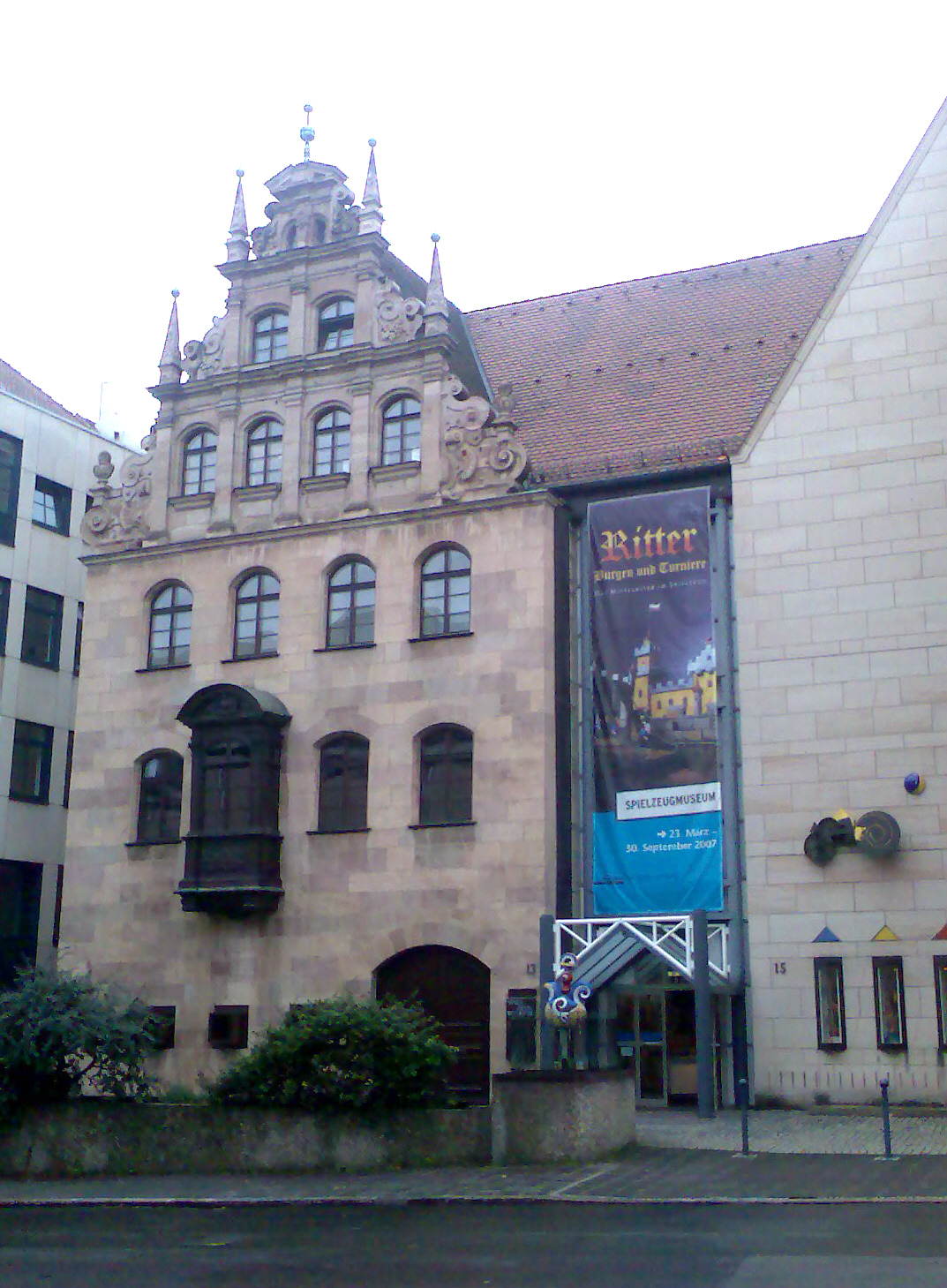
Eingang des Nürnberger Spielzeugmuseums mit dem Gockelreiter

Um 1960 begann Prechtl sich mit dem Werk Albrecht Dürers zu befassen. Dürer war von den Nationalsozialisten als vorbildhafter, großer Deutscher vereinnahmt worden und eine Rückbesinnung auf sein Werk war in der jungen Bundesrepublik ähnlich wie die Musik Richard Wagners verpönt. Vorsichtig und unabhängig voneinander tasteten die jüngeren Künstler sich wieder an die Alten Meister heran. Im Werk Prechtls gab es nun immer wieder Dürerzitate und Hommagen – er zählte ihn neben Pablo Picasso zu seinen Hausheiligen. 1963 nahm er mit zwei großformatigen Mischtechniken an der Grossen Kunstausstellung München teil; im selben Jahr wurde er zum stellvertretenden Vorsitzenden des Albrecht Dürer Vereins (ab 1964 Kunstverein Nürnberg Albrecht Dürer Gesellschaft) in Nürnberg gewählt. Die ehrenamtliche Tätigkeit als stellvertretender Vorsitzender, Geschäftsführer und Ausstellungsorganisator gab er erst 1977 aus beruflichen und gesundheitlichen Gründen wieder ab. 1969 begann er eine Reihe großformatiger Rötelzeichnungen, die Werke Dürers transformieren. Die Reihe wurde 1986 unter dem Titel Dürer-Suite abgeschlossen.
1965 begann Prechtl die Serie Intime Sitten- und Kulturgeschichte des Abendlandes mit dem Bild Die Geburt der Idee. Hier entwickelte und pflegte er in der Verbindung von Zeichnung und Malerei und mit eigenen Techniken wie dem Handraster seinen unverwechselbaren Stil, zu dem auch die Vorliebe für altes Büttenpapier mit all seinen Falzen und Flecken gehörte. Viele Bildtitel sind Wortspiele und doppelsinnig. Es gibt keine Chronologie und keinen roten Faden. Er griff Motive aus der Antike ebenso wie aus dem Bauernkrieg, der Weimarer Republik oder der 68er-Tagespolitik auf. Auch wenn er ähnliche Mittel wie in der Karikatur einsetzte, waren seine Bilder doch nie als tagespolitische Karikaturen gedacht. Ein Beispiel ist die Verbindung der Filbinger-Affäre sechs Jahre danach (1984) mit der Darstellung der Hinrichtung des Sokrates in dem Blatt Der schreckliche Marinerichter Philostratos verurteilt Sokrates zum Tode. Zeit seines Lebens arbeitete Prechtl nebenbei an der Serie; für wichtigere Aufträge und Arbeiten musste sie immer zurückstehen. Bis zu seinem Tode entstanden ca. 80 vollendete Blätter.
Ein Aspekt der künstlerischen Arbeit Prechtls war bereits seit Mitte der 1950er Jahre die Beschäftigung mit Keramikarbeiten. Zur Eröffnung des Nürnberger Spielzeugmuseums im Dürerjahr 1971 schuf er in der Tradition der Nürnberger Kleinbrunnen den Gockelreiter.
Hatte Prechtl in Deutschland beim breiten Publikum durch seine eindeutige Stellung beziehende Arbeit und durch zwei Fernsehproduktionen des ZDF unter der Leitung von Heinz Dieckmann schon einen hohen Bekanntheitsgrad erreicht, erlebte er 1971 seinen internationalen Durchbruch, als die New York Times ein Porträt von Willy Brandt bei ihm bestellte. Insgesamt waren es 45 Zeichnungen, die das Blatt bis 1977 veröffentlichte. Die Porträts stellen Persönlichkeiten des Zeitgeschehens von Richard Nixon bis Idi Amin, von Golda Meir bis Charles Manson ebenso dar wie historische Gestalten von Anton Tschechow bis Buffalo Bill. In Deutschland folgten Aufträge für fast ein Dutzend Titelblätter des Spiegel. Üblicherweise werden für einen Spiegeltitel bis zu sieben Entwürfe verschiedener Grafiker in Auftrag gegeben, von denen einer ausgewählt wird. Prechtl bildete die Ausnahme: er wurde stets als Einziger gerufen und veröffentlicht.
1972 bekam Prechtl seinen ersten Illustrationsauftrag für ein Buch aus der Büchergilde Gutenberg. Es handelte sich um Das bayrische Dekameron des kompromisslosen Pazifisten Oskar Maria Graf, den „Weltbürger aus Bayern“. Er begann zu einer Zeit, als sich das illustrierte Buch nach seiner Blüte während des Jugendstils in einer Krise befand. In dieser illustrationsfeindlichen Zeit malte Prechtl Bilder zu literarischen Texten, unbekümmert um die vermeintliche Ferne zur Kunst der Zeit und unbeeinflusst von Kritikermeinungen. Seine Arbeiten wurden verlegt, von den Menschen verstanden und gekauft. Mit ganz wenigen Ausnahmen wählte er die Themen und die Bücher, zu denen er seine Bilder malte, selbst aus. Es waren Werke der Weltliteratur. Prechtl versuchte „nicht das Geschriebene, sondern parallel dazu, das Ungeschriebene, bloß angedeutete, zwischen den Zeilen verborgene sichtbar zu machen“. Er malte, was er als Leser und Zeitgenosse erlebte, und die Bilder sind oft voller Anspielungen auf aktuelle Ereignisse. Die Aufträge der Büchergilde summierten sich bis 1999 zu einem guten Dutzend.
1987 erteilte der Nürnberger Stadtrat Prechtl den Vertrauensauftrag zur Ausarbeitung von Entwürfen für die Ausmalung des Historischen Rathaussaales. Doch als er 1989 seine Entwürfe öffentlich präsentierte, kam es zu massiven Angriffen und Prechtl zog seine Arbeiten zurück.
Mit seinen Plakaten hatte Prechtl ebenfalls stets provoziert und immer wieder Proteste hervorgerufen. So sorgte sein Plakat zur Ausstellung Das Oktoberfest – einhundertfünfundsiebzig Jahre bayerischer National-Rausch im Münchner Stadtmuseum für Aufregung und die Himmelfahrt einer Wasserleiche zu Ludwig II. stieß auf Kritik monarchistischer Vereine. Doch seine Plakatarbeiten wurden in einer Wanderausstellung der Goethe-Institute von 1995 bis 2000 in aller Welt unter dem Titel Ein kritischer Denkmaler gezeigt.
Er war Mitglied der Künstlergruppe Der Kreis.
Nach langer Krankheit starb Michael Mathias Prechtl 2003 in Nürnberg. Er ist auf dem Katharinenfriedhof in Amberg begraben.

## Über Michael Mathias Prechtl
Der komplette Prechtl Nachlass, wie Gemälde, Zeichnungen und Graphiken, ist im Oktober 2015 als Dauerleihgabe an das Stadtmuseum Amberg gegangen. Die Stadt Amberg widmet daher seit April 2016 dem Künstler im Stadtmuseum einen Dauerausstellungsbereich.

„Ein Porträtist, der, was nicht von jedem Porträtisten gesagt werden kann, sehr intelligente Bilder herstellt. Er hat einen sehr scharfen Blick für das Charakteristische, das Bemerkenswerte einer Figur und er holt es raus … Ja, er ist einzigartig, …“

„… ich amüsiere mich an seiner Lebendigkeit und an seinem scharfen treffenden Witz und an seinen tausend Humoren wie an seinen Porträts und Städtebildern. Man hat den Witz von Max Liebermann gepriesen, aber in Liebermanns Bildern merkt man nichts von seinem Witz. Dagegen spürt man Prechtls Witz sogar in seinen Landschaftsbildern.“

## Auszeichnungen
- 1952: Erster Preis für das Plakat zur Ausstellung Das internationale Plakat in Karlsruhe
- 1957: Erster Preis mit einem großen Ölbild im Wettbewerb Künstler sehen Nürnberg heute
- 1958: Nordgau-Kulturpreis der Stadt Amberg in der Kategorie „Bildende Kunst“
- 1959: Kulturförderpreis der Stadt Nürnberg
- 1972: Jahrespreis des Art Directors Club of New York für das Porträt Willy Brandts
- 1973: Joseph-E.-Drexel-Preis
- 1974: Preis der Stadt Nürnberg
- 1978: Ehrengabe der Bayerischen Akademie der Schönen Künste
- 1994: Auszeichnung mit der Medaille Pro Merite des Bayerischen Staatsministeriums für Wissenschaft und Kunst
- 1998: Wolfram-von-Eschenbach-Preis
- 1999: Friedrich-Baur-Preis
- 2011: Kulturpreis der Stadt Amberg (postum)
- Bayerischer Verdienstorden

## Ausstellungen
- 1952: Teilnahme an der Ausstellung Eisen und Stahl in Düsseldorf
- 1955: Teilnahme an der Ausstellung Farbige Graphik in Hannover und zehn deutschen Museen (1957 abermals beteiligt)
- 1958: Teilnahme an der Ausstellung Aufbruch zur modernen Kunst in München
- 1959: In der Kunstausstellung des Nationalen Olympischen Komitees Sport in der Kunst
- 1960: Ausstellung von Keramiken in Nürnberg
- 1963: Teilnahme an der Grossen Kunstausstellung München im Haus der Kunst
- 1965: Einzelausstellung in der Neuen Münchner Galerie
- 1966: Teilnahme an der Ausstellung Bilder zu Bertolt Brecht in der Neuen Münchner Galerie
- 1967: Organisation der Ausstellung ars phantastica im Schloss Stein
- 1968: Teilnahme an der Ausstellung Phantastische Kunst in Deutschland in Hannover
- 1968: Teilnahme am Autumn Arts Festival in Bromsgrave, England
- 1968: Konzeption und Organisation der Ausstellung Cranach und Picasso
- 1970: Teilnahme an der Dritten Internationalen Plakat-Biennale in Warschau
- 1971: Organisation der Ausstellung Posada und die Mexikanische Druckgraphik
- 1971: Konzeption und Organisation der Ausstellung Albrecht Dürer zu Ehren im Germanischen Nationalmuseum
- 1972: Einzelausstellung in Antwerpen
- 1973: Beteiligung an der Wanderausstellung Art of the Times in Bordeaux, Paris, New York u. a.
- 1975: Einzelausstellung in der Staatlichen Graphischen Sammlung München
- 1978: Ausstellung der Zeichnungen zu Dantes Göttlicher Komödie in Stuttgart
- 1978: Kunstverein Ingolstadt
- 1979: Teilnahme an der 1. Biennale der Europäischen Graphik in Heidelberg
- 1980: Teilnahme an der Internationalen Druckgraphik Biennale Norwegen in Fredrikstad
- 1981: Einzelausstellung in der Kunsthalle Nürnberg
- 1981: Teilnahme mit drei Werken an der ersten offiziellen BRD-Kunstausstellung in Havanna, Kuba
- 1983: Ausstellung im Goethe-Institut New York
- 1986: Ausstellung mit über dreihundert Arbeiten unter dem Titel Denkmalerei im Münchner Stadtmuseum
- 1987: Teilnahme an der Ausstellung Effetto Arcimboldo in Venedig
- 1989: Ausstellungen in Palermo, Neapel, Rom und Triest
- 1989: Teilnahme an der Ausstellung 1789/1989 – zweihundert Jahre Französische Revolution in der Staatlichen Kunsthalle Berlin
- 1996: Ausstellung Michael Mathias Prechtl: Die illustrierten Bücher im Germanischen Nationalmuseum Nürnberg
- 1997: Ausstellung der Bilder zu E.T.A. Hoffmanns Kater Murr in Bamberg
- 1997: Ausstellung der Bilder zu Thomas Mores Utopia in Duisburg
- 1998: Zwölf Charakterportraits für das Deutsche Haus in New York
- 2001: Prechtls Welttheater in Nürnberg
- 2001: Ausstellung im Zeughaus (Berlin)
- 2008: Ausstellung Michael Mathias Prechtl – Plakatkunst und Buchillustration zum 5. Todestag in Unterschleissheim
- 2010: Einzelausstellung in der Galerie Lutz mit der blauen Tür (Nürnberg)
- 2011: Einzelausstellung in der Galerie Jacobsa (Nürnberg)
- 2011: Einzelausstellung in der Stadtgalerie Alte Feuerwache (Amberg) "Retrospektive anl. 85. Geburtstag"
- seit 2016: Dauerausstellung im Stadtmuseum Amberg[3]

## Kataloge
- Christoph Stölzl (Hrsg.): Michael Mathias Prechtl: Denkmalereien. Die intime Sitten- und Kulturgeschichte des Abendlandes. Dürer-Suite. Köpfe und Gesichter. Öffentliche Bilder. Bilder zum Lesen. C.J.Buchner, München und Luzern 1986, ISBN 3-7658-0510-6.

## Illustrierte Bücher (Auswahl)
- M. M. Prechtl und Günter Adrian: Bierbilderbuch. S. Mohn, Gütersloh 1964.
- Gabriel Chevallier: Clochemerle. Stahlberg, Karlsruhe 1968.
- Gabriel Chevallier: Liebeskarussell. Goverts-Krüger-Stahlberg, Stuttgart 1970, ISBN 3-7740-4091-5.
- M. M. Prechtl mit Gedichten von Godehard Schramm: Nürnberger Bilderbuch. Verlag Nürnberger Presse, Nürnberg 1970, ISBN 3-920701-26-7.
- Ludwig Thoma: Jozef Filsers Briefwexel. Europäische Bildungsgemeinschaft, Stuttgart 1972.
- Oskar Maria Graf: Das bayrische Dekameron. Büchergilde Gutenberg, Frankfurt am Main 1972, ISBN 3-7632-1594-8.
- Wolfgang Buhl (Hrsg.): 7 × Nürnberg. Echter-Verlag, Würzburg 1972, ISBN 3-429-00248-6.
- Leo Tolstoi: Wieviel Erde braucht der Mensch? Büchergilde Gutenberg, Frankfurt am Main 1974, ISBN 3-7632-1772-X.
- Gustav Regler: Die Saat. Kiepenheuer & Witsch, Köln 1975, ISBN 3-462-01068-9.
- Lion Feuchtwanger: Die hässliche Herzogin Margarete Maultasch. Büchergilde Gutenberg, Frankfurt am Main 1976.
- Hans Sachs: Fünf Fastnachtsspiele. Renner, Erlangen 1976, ISBN 3-921499-09-7.
- Dante Alighieri: Die göttliche Komödie. List, München 1977, ISBN 3-471-77318-5.
- Lew Tolstoi: Der Tod des Iwan Iljitsch. Rütten & Loening, Berlin, 1978
- Friedrich Dürrenmatt: Grieche sucht Griechin: eine Prosakomödie. Europäische Bildungsgemeinschaft, Stuttgart 1980.
- Franz Xaver Schönwerth: Oberpfälzische Sagen, Legenden, Märchen und Schwänke. Kallmünz 1985.
- Friedrich Dürrenmatt: Grieche sucht Griechin. Büchergilde Gutenberg, Frankfurt am Main 1988, (erweiterte Ausgabe).
- Howard Fast: Spartacus. Büchergilde Gutenberg, Frankfurt am Main 1978.
- Herbert Rosendorfer: Eichkatzelried. Stuttgart 1980.
- Das Leben des Lazarillo von Tormes, seine Freuden und Leiden. Büchergilde Gutenberg, Frankfurt am Main 1984.
- Thomas Morus: Ein wahrhaft kostbares und ebenso bekömmliches wie kurzweiliges Buch über die beste Staatsverfassung und die neue Insel Utopia: Unter Mithilfe des Magisters Peter Aegid aus Antwerpen. Büchergilde Gutenberg, Frankfurt am Main 1986.
- Gerhard Köpf: Hund und Katz und Maus, Schnecke, Butt und Ratte. Büchergilde Gutenberg, Frankfurt am Main 1987.
- Voltaire: Candide oder der Optimismus. Büchergilde Gutenberg, Frankfurt am Main 1989.
- … und der nämliche Narr bleibe ich: Wolfgang Amadeus schreibt an Maria Anna Thekla Mozart. Büchergilde Gutenberg, Frankfurt am Main 1990, ISBN 3-7632-3799-2.
- Leben des Benvenuto Cellini, von ihm selbst geschrieben. Büchergilde Gutenberg, Frankfurt am Main 1993, ISBN 3-7632-4000-4.
- E.T.A. Hoffmann: Lebensansichten des Kater Murr nebst fragmentarischer Biographie des Kapellmeisters Johannes Kreisler in zufälligen Makulaturblättern. Büchergilde Gutenberg, Frankfurt am Main 1997, ISBN 3-7632-4584-7.
- Johann Wolfgang von Goethe: Reineke Fuchs. Büchergilde Gutenberg, Frankfurt am Main 1999, ISBN 3-7632-4920-6.

## Monographien und Grafik-Bücher mit Werken von Prechtl
- Zeichnungen, Aquarelle, Gouachen, Lithographien aus den Jahren 1955 bis 1970. Pfalzgalerie, Kaiserslautern 1971 (Ausstellungskatalog).
- Skizzenbuch der niederländischen Reise. Verlag Hans Carl, Nürnberg 1974, ISBN 3-418-00438-5.
- Bilder und Zeichnungen 1956–1981. Büchergilde Gutenberg, Frankfurt am Main 1981, ISBN 3-7632-2587-0.
- Charakter-Bilder. Verlag Harenberg, Dortmund 1983, ISBN 3-88379-415-5.
- Kunst-Stücke. DTV, München 1983, ISBN 3-423-10173-3.
- Die Kunst des SPIEGEL. (anteilig Michael Mathias Prechtl).
- Karikatur: Europäische Künstler der Gegenwart. Wilhelm-Busch-Museum, Hannover 1983, ISBN 3-423-10173-3 (anteilig Michael Mathias Prechtl).
- Prechtls Welttheater: Bilder und Zeichnungen zur Geschichte und Literatur 1958–2000. Edition Minerva, Wolfratshausen 2001, ISBN 3-86102-116-1 (Hrsg. Kai Artinger).